# Jenny Maakal
Jenny Maakal (n. 2 august 1913, Transvaal, Uniunea Africii de Sud – d. 15 septembrie 2002, Durban, Africa de Sud) a fost o înotătoare ce a reprezentat Africa de Sud, medaliată olimpică. A participat la o ediție a Jocurilor Olimpice (1932) în care a câștigat o medalie de bronz.

## Participări
Lista de mai jos prezintă principalele competiții la care a participat Jenny Maakal de-a lungul carierei.
- swimming at the 1932 Summer Olympics – women's 400 metre freestyle[*]